# Metahohmannite
La metahohmannite è un minerale.